# Guéné
Guéné est un arrondissement situé dans le département de l'Alibori au Bénin. Il est placé sous juridiction administrative de la commune de Malanville.

## Histoire
Guéné devient officiellement un arrondissement le 27 mai 2013 après la délibération  et l'adoption par l'assemblée nationale du Bénin en sa séance du 15 février 2013 de  la loi n° 2013-05 du 15/02/2013 portant création, organisation, attributions et fonctionnement des unités administratives  locales en République du Bénin,.

## Administration
Guéné fait partie des cinq arrondissements que compte la commune de Malanville. Dans l'arrondissement, on dénombre 16 quartiers et villages : Bangou, Banitè-Koubéri, Banitè-Fèrè Kirè, Boïffo, Fiafounfoun, Goun-Goun, Guéné-Guidigo, Kantoro, Koara-Tédji, Lakali-Kaney, Mokollé      Sounbey-Gorou, Tondi-Banda, Toro-Zougou,Guéné-Zeri et Isséné,.

## Population
Selon le recensement général de la population et de l'habitation (RGPH4) de l'institut national de la statistique et de l'analyse économique (INSAE) au Bénin en 2013, la population de Guéné s'élève à 38542 habitants dont 19232 hommes et 19310 femmes,.

## Galerie

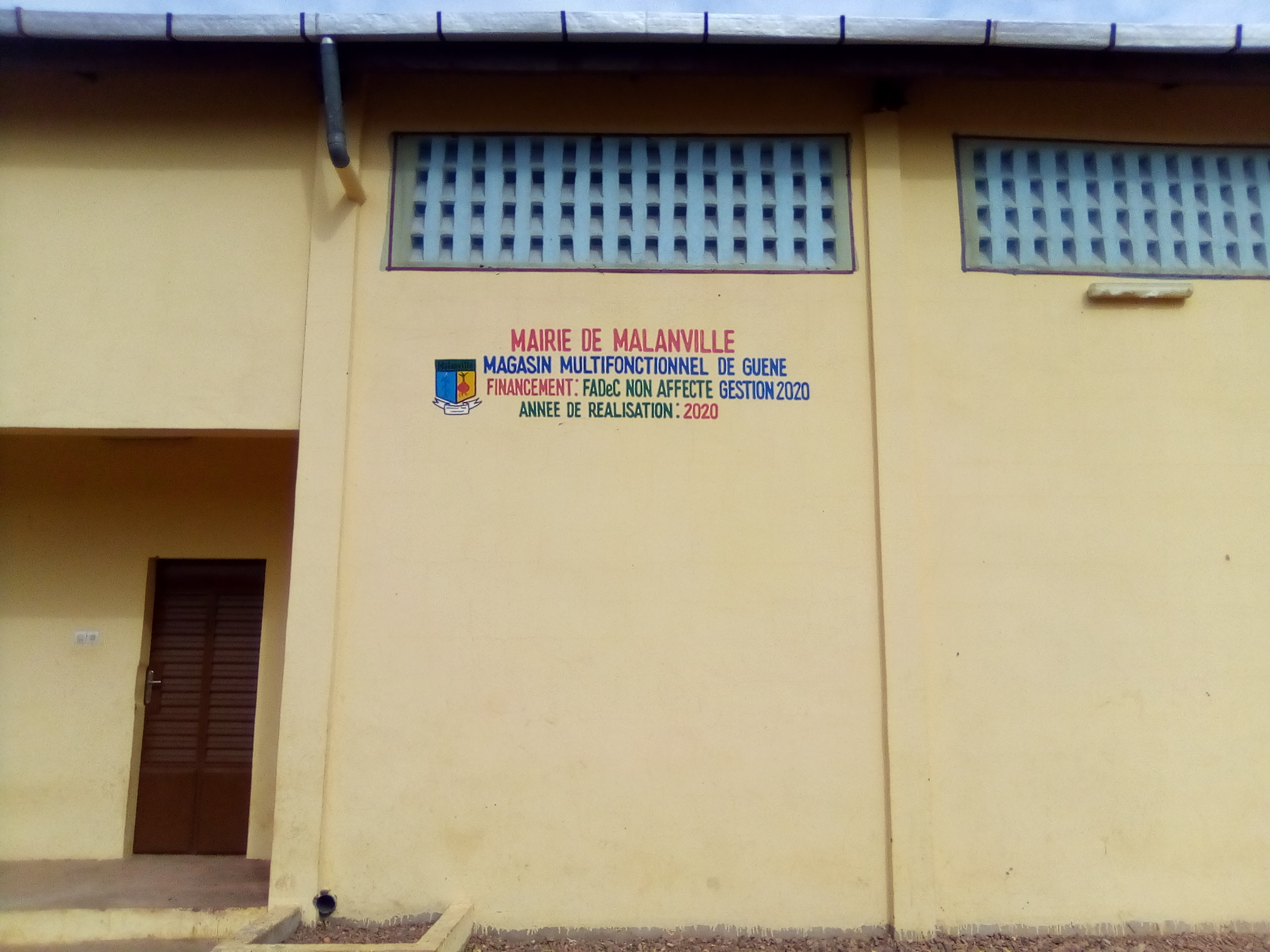
Magasin du Marché de Guéné
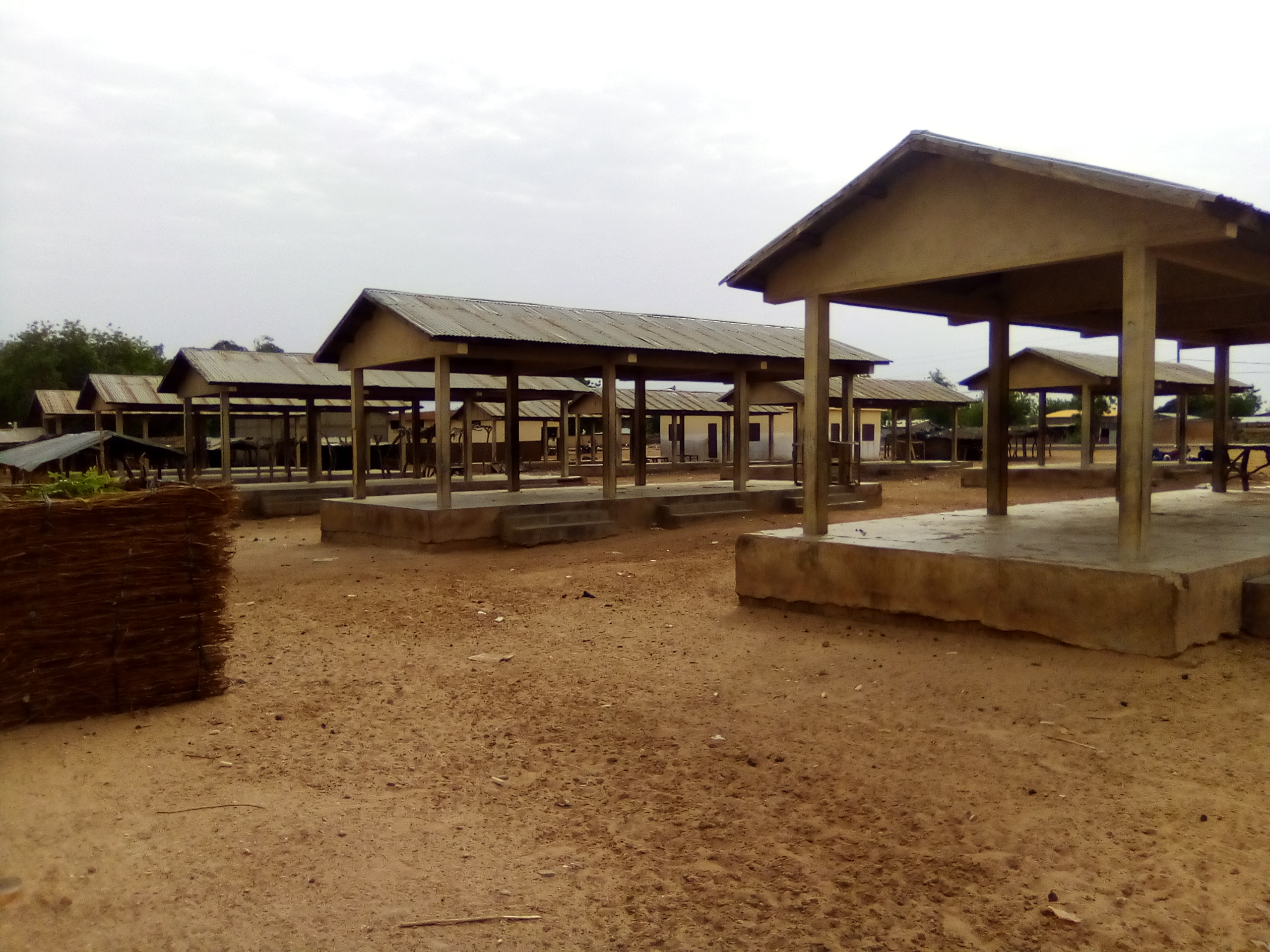
Marché de Guéné
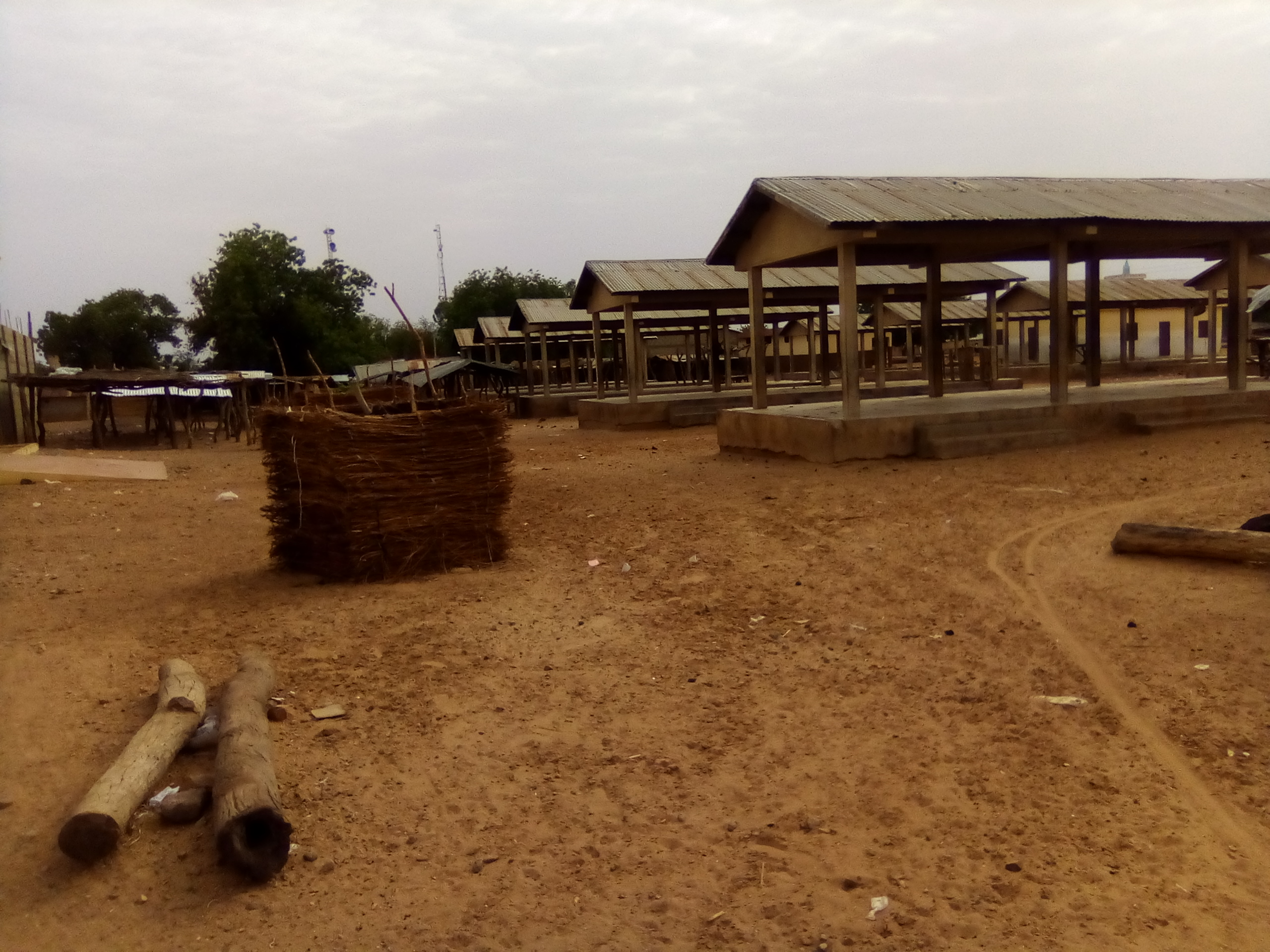
Marché de Guéné.jpg
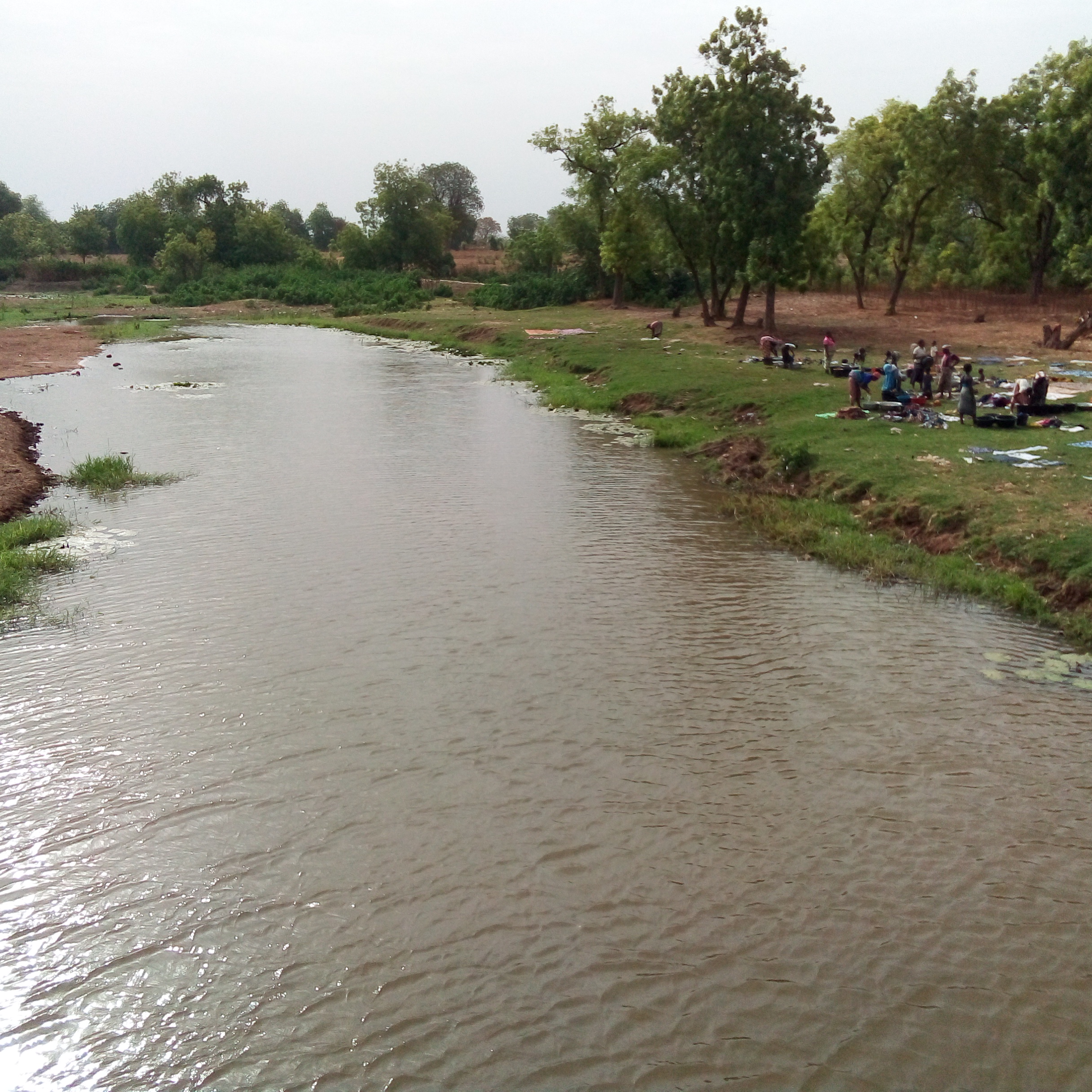
Femmes faisant la lessive dans le Lac de Guéné
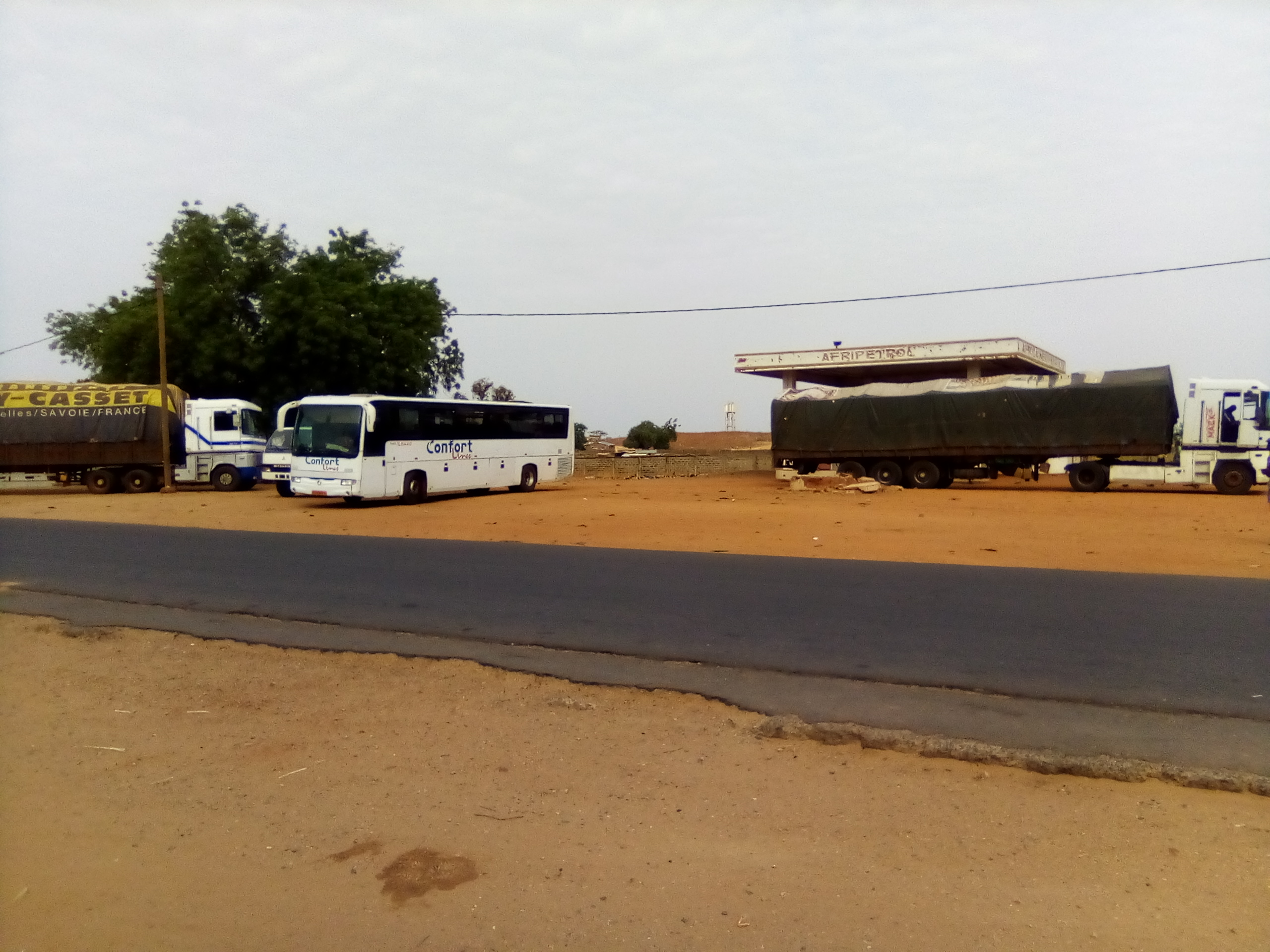
Gare routière Camion de Guéné
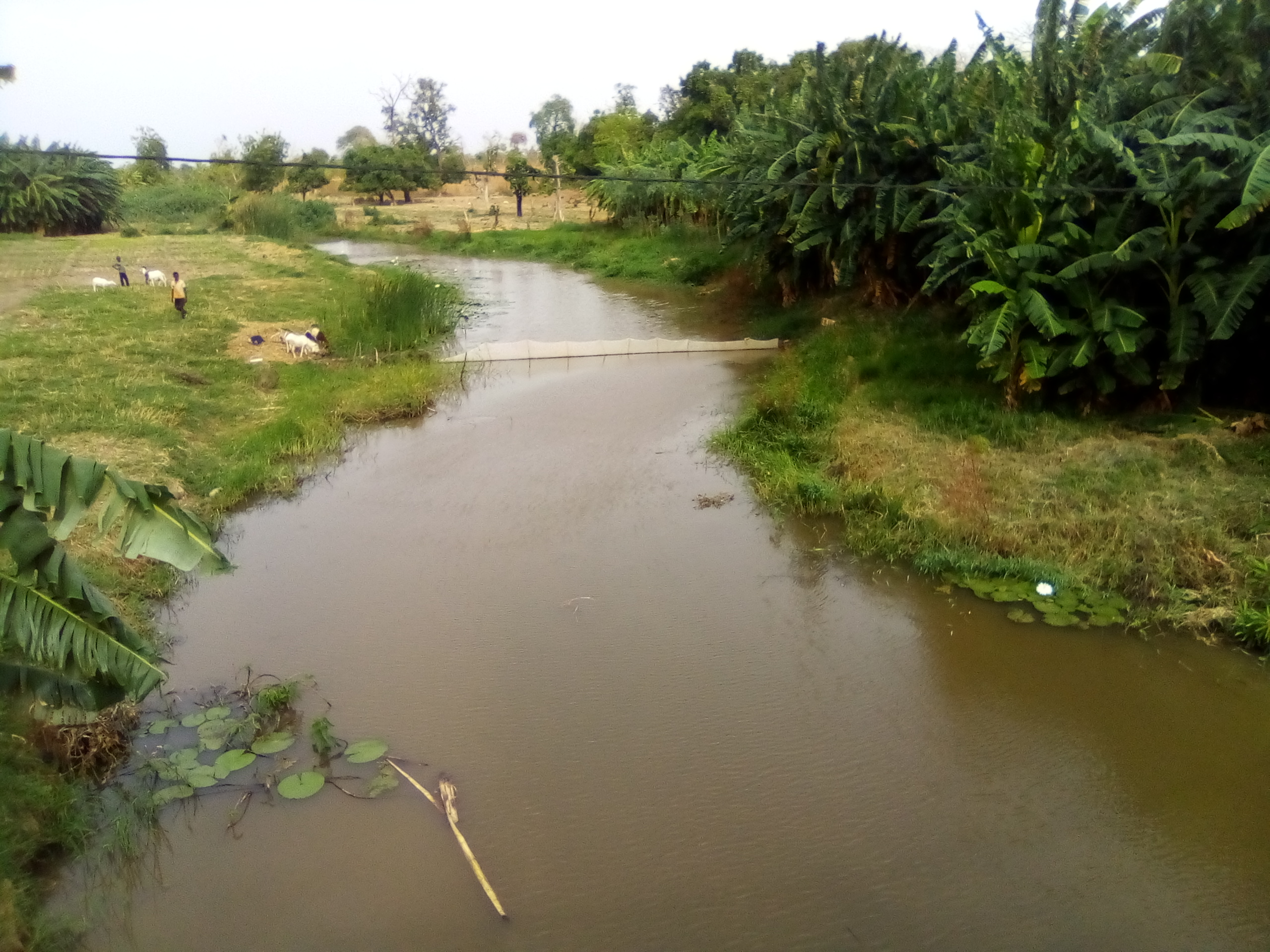
Lac de Guéné